# 胡利安娜·阿瓦達
瑪麗亞·胡利安娜·阿瓦達（西班牙語：María Juliana Awada；1974年4月3日—）是阿根廷的前第一夫人和女商人。

## 簡介
阿瓦達出生於阿根廷首都布宜諾斯艾利斯，擁有敍利亞及黎巴嫩的血統。
阿瓦達在2009年認識了政治人物毛里西奧·馬克里。兩人在2010年11月16日結婚，成為馬克里的第三任妻子，並育有一女。
馬克里在2015年12月10日正式成為阿根廷總統，而阿瓦達也成為第一夫人。

## 資料來源
1. ↑   （页面存档备份，存于）. Spanish). Hola. 16 November 2010.
2. ↑   （页面存档备份，存于）."Padres de Juliana Awada" (in Spanish). La Nacion. 1 April 2012.
3. ↑   （页面存档备份，存于）. h). Clarin. 10 November 2011.
4. ↑  “Intimate selfies, PDAs and a VERY frank sex confession: Introducing Argentina's racy new First Lady whose own husband admits she's 'insatiable' in bed” （页面存档备份，存于）. Daily Mail. [14-01-2016]